# Прус (герб)
Прус (пол. Prus) — польский дворянский герб.

## Прус I

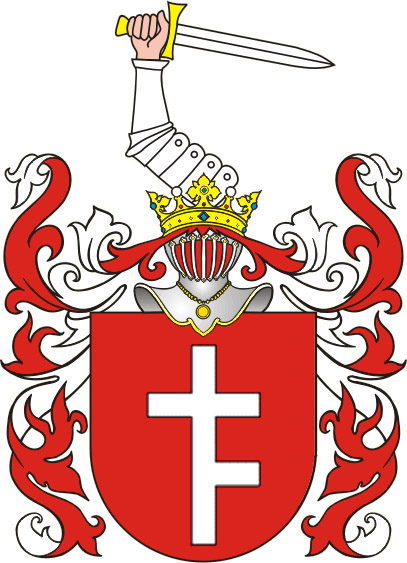
Герб Прус I

Prus primo, Turzyma представлен в красном поле белого цвета восьмиконечный крест, у которого одного кончика недостает, а в нашлемнике видна закованная в латы рука с поднятым мечом. Название этого знамени и начало его объясняют прибытием в Польшу в конце X века трёх прусских князей, искавших спасения от меченосцев. Герб этих пруссаков (prus) впоследствии перешёл ко многим польским,  украинским и белорусским фамилиям.

### Используют

#### А
1. Альбрыховичи (Albrychowicz)
2. Андриевские
3. Андржеевские (Андржеёвские) (Andrzejewski, Andrzejowski)
4. Афанасенко (Афонасенко) ( Afanasenka, Afonasenko)

#### Б
1. Бальдовские (Baldowski)
2. Басовичи (Basowicz)
3. Беднавские (Bednawski)
4. Беднаровские (Bednarowski)
5. Беднарские (Bednarski)
6. Бестржиковские (Biestrzykowski)
7. Бесядецкие (Biesiadecki)
8. Бесядовские (Biesiadowski)
9. Богуславские (Богуславские з Богуславиц) (Bogusławski, Bogusławski z Bogusławic)
10. Боровские (Borowski)
11. Брженские (Brzeński)
12. Бржеские (Brzeski)
13. Бугайские (Bugajski)
14. Быстрам (Bystram)
15. Бялоховские (Białochowski)

#### В
1. Веверовские (Wiewiorowski)
2. Верецкие (Werecki)
3. Вероцкие (Werocki)
4. Вержбента (Wierzbięta)
5. Вержбицкие (Wierzbicki)
6. Венцковские (Więckowski)/Венчковские (Więczkowski)
7. Виндык (Виттыг) (Windyk alias Wittyg)
8. Висьневские (Висьновские) (Wiśniewski, Wiśniowski)/Вишневские (Wiszniewski)
9. Вокульские (Wokulski)
10. Волинские (Woliński)
11. Вольские (Wolski)
12. Вржемпские (Wrzępski)

#### Г
1. Гавдзилевичи
2. Гавловицкие (Gawłowicki)
3. Галецкие (Galecki)
4. Гарлицкие (Garlicki)
5. Гловацкие (Głowacki)
6. Глушинские (Głuszyński)
7. Гневевские (Gniewiewski)
8. Гновские (Gnowski)
9. Говоровские (Goworowski)
10. Горские (Gorski)
11. Гостынские (Gostyński)
12. Гржимиславские (Grzymisławski)
13. Гржимултовские (Grzymułtowski)
14. Гроховальские (Grochowalski)
15. Гуды
16. Гуницкие (Gunicki)

#### Д
1. Димитровские (Dymitrowski)
2. Длугоевские (Długojewski)
3. Добродзейские (Dobrodziejski)
4. Доброцеские (Dobrocieski)
5. Долматы (Dołmat)
6. Домбровские (Dąbrowski)
7. Дорогинские (Dorohiński)
8. Дроздовские (Drozdowski)
9. Друшковские (Druszkowski)

#### Е
1. Ежовские (Jeżowski)

#### Ж
1. Жабка (Żabka)
2. Жоховские (Żochowski)[1]
3. Жуковские (Żukowski)

#### З
1. Загоровские (Zagorowski)
2. Задзимирские (Zadzimirski)
3. Зайковские (Zajkowski, Zaykowski)
4. Зайончек (Zajączek)
5. Зайончковские (Zajączkowski)
6. Заленские (Zalęski)
7. Збержинские (Zbierzynski)
8. Здродовские (Zdrodowski)
9. Зураковские (Zurakowski)

#### И
1. Изайковские (Izajkowski)
2. Изенковские (Izenkowski)

#### К
1. Каминские (Kamiński)
2. Камоцкие (Kamocki)
3. Качковские (Кончковские) (Kączkowski)
4. Кердвановские (Kierdwanowski)
5. Кивальские (Kiwalski)
6. Климунтовские (Klimuntowski)
7. Клицкие (Klicki)
8. Кличковские (Kliczkowski)
9. Кобеские (Kobieski)
10. Кобылинские (Kobylinski)
11. Ковалевские (Kowalowski)
12. Козлинские (Kozlinski)
13. Коломыйские (Kołomyjski)
14. Кондрацкие (Kondracki)
15. Корицкие (Korycki)
16. Коровицкие (Korowicki)
17. Корульские (Korulski)
18. Корцицкие (Korcicki)
19. Красносельские (Krasnosielski)
20. Кремпинские (Кремпские) (Krępinski, Krępski)
21. Крживокульские (Krzywokulski)
22. Кржижаковские (Krzyżakowski)
23. Кржижанковские (Krzyżankowski)
24. Кржижевские (Krzyzewski)

#### Л
1. Лаские (Łaski)
2. Лашковские (Łaszkowski)
3. Лисицкие (Lisicki)
4. Лонткевичи (Łątkiewicz)
5. Лонцкие (Łącki)
6. Лососинские (Łososiński)

#### М
1. Мацинские (Maciński)
2. Мержвинские (Mierzwinski)
3. Миткевичи (Mitkiewicz)
4. Митковские (Mitkowski)
5. Михальчевские (Michalczewski)
6. Мнишевские (Mniszewski)
7. Морелевские (Morelowski)
8. Мотовидло (Motowidło)
9. Мочарские (Moczarski)
10. Мрочек (Mroczek)
11. Мсциховские (Mscichowski)

#### Н
1. Надольские (Nadolski)
2. Невядомские (Niewiadomski)
3. Недзинские (Niedzinski)
4. Нелепец (Nielepiec)
5. Нелиповичи (Nielipowicz)
6. Немчиновские (Niemczynowski)
7. Ноневичи

#### О
1. Обржицкие (Obrzycki)
2. Обрыцкие (Obrycki)
3. Огродзинские (Ogrodzinski)
4. Опацкие (Opacki)
5. Опольские (Opolski)
6. Оржел (Orzeł)
7. Оржилевские (Orzylowski)
8. Орменские (Ormienski)
9. Оссовские (Ossowski)
10. Островские (Ostrowski)
11. Отоцкие (Otocki)

#### П
1. Падковские (Padkowski)
2. Паевские (Pajewski)
3. Пакоши (Pakosz)
4. Патоцкие (Patocki)
5. Петричины (Petryczyn)
6. Петух (Piotuch)
7. Пиотровские (Петровские) (Piotrowski)
8. Пироцкие (Pirocki)
9. Писанка (Pisanka)
10. Пищанские (Piszczanski)
11. Пищатовские (Piszczatowski)
12. Плоньские (Płoński)
13. Плоские (Płoski)
14. Подлевские (Podlewski)
15. Подлеские (Podleski)
16. Поликовские (Polikowski)
17. Поломские (Połomski)
18. Польковские (Polkowski)
19. Порембинские (Porębiński)
20. Пржевлоцкие (Przewłocki)
21. Пржевские (Przewski)
22. Пржездзецкие (Przezdziecki)
23. Пржеховские (Przechowski)
24. Прусы (Пруссы) (Prus, Pruss)

#### Р
1. Радванские (Radwanski)
2. Радецкие (Radecki)
3. Радзентковские (Radziatkowski)
4. Радзецкие (Radziecki)
5. Рациборовские (Raciborowski)
6. Рачковские (Raczkowski)
7. Решковские (Reszkowski)
8. Ривоцкие (Rywocki)
9. Робковские (Robkowski)
10. Родовичи (Rodowicz)
11. Рожанка (Rożanka)
12. Рокотовские (Rokotowski)
13. Россохацкие
14. Рувские (Ruwski)
15. Рудницкие (Rudnicki)
16. Рудовские (Rudowski)

#### С
1. Сас (Sas)
2. Свароцкие (Swarocki)
3. Сверчковские (Swierczkowski)
4. Свидер (Swider)
5. Скарга (Skarga)
6. Скаржешовские (Skarzeszowski)
7. Сковрон (Skowron)
8. Сковронские (Skowronski)
9. Скоморовские (Skomorowski)
10. Скродские (Skrodzki)
11. Славинские (Slawinski)
12. Славек (Sławek)
13. Слепчицы (Slepczyc)
14. Слубицкие (Słubicki)
15. Смоликовские (Smolikowski)
16. Сноровские (Snorowski)
17. Собецкие (Sobiecki)
18. Спинек (Spinek)
19. Страдомские (Stradomski)
20. Стржалковские (Strzałkowski)
21. Стржелецкие (Strzelecki)
22. Стржемпинские (Strzempinski)
23. Студзенские (Studzieński)
24. Студзинские (Studziński)

#### Т
1. Табашовские (Tabaszowski)
2. Тобашовские (Tobaszowski)
3. Толстецкие (Tolstecki)
4. Трембецкие (Trembecki)
5. Трембицкие (Trembicki)
6. Туржинские (Turzyński)
7. Туржим-Апановичи (Turzym-Apanowicz)
8. Турковские (Turkowski)

#### У
1. Урбановские (Urbanowski)

1. Фащевские (Faszczewski)
2. Франковские (Frankowski)
3. Фрицовские (Frycowski)

#### Х
1. Хвалковские (Chwałkowski)
2. Хладовицкие (Hladowicki)
3. Хоментовские (Chomętowski, Chomentowski)

#### Ц
1. Циановские (Cianowski)
2. Ционглинские (Ciągliński)
3. Цитовичи (Cytowicz)
4. Цыганские (Cygański)

#### Ч
1. Чарнецкие (Czarnecki)
2. Чачковские (Czaczkowski, Cackowski)

#### Ш
1. Шамовские (Szamowski)
2. Шепецинские (Szepeciński)
3. Шибальские (Szybalski)
4. Шиманчевские (Szymanczewski)
5. Шпинек (Szpinek)
6. Шуманчовские (Szumanczowski)

#### Щ
1. Щепановские (Szczepanowski)

#### Ю
1. Юлевские (Julewski)
2. Юрецкие (Jurecki)
3. Юхновские (Juchnowski)

#### Я
1. Яблоновские (Jabłonowski)
2. Яблошевские (Jabłoszewski)
3. Яковецкие (Jakowiecki)
4. Яновские (Janowski)
5. Ярошевичи (Jaroszewicz)

## Прус I изм.

### Используют
1. Андржеевские (Andrzejewski)
2. Гусаржевские (Husarzewski)
3. Долматы (Долматы Исайковские, Исайковские) (Dołmat, Dołmat Isaikowski, Isaykowski)
4. Дроткевичи (Drotkiewicz)
5. Залеские (Zaleski)
6. Исаковские (Isakowski)
7. Корызна (Koryzna)
8. Невядомские (Niewiadomski)
9. Петух (Piotuch)
10. Пищанские (Piszczański)
11. Пищатовские (Piszczatowski)
12. Яковецкие (Jakowiecki)

## Прус I иЛелива(Prus I i Leliwa)

### Используют
1. Куликовские (Kulikowski)

## Прус II

Герб Прус II

Prus Secundo, Wilcze-kosy состоит из двух серебряных кос, положенных в красном поле так, что они обращены кверху острыми концами и образуют ими Андреевский крест, а нижние концы связаны золотой ниткой, от которой виден один только конец. На точке соединения кос поставлен первый вид Пруса. Нашлемник такой же. Начало этой эмблемы относят к середине XI века, к правлению короля Казимира.

### Используют

#### Б
1. Бавор (Bawor)
2. графы и дворяне Баворовские (Baworowski, v. Baworow-Baworowski, Baworowski z Baworowa, Baworowski de Baworow, Baworski)
3. Бандковские (Bandkowski)
4. Белевские (Bielowski)
5. Белеевские (Bielejowski)
6. Блиховские (Blichowski)
7. Богуславские (Bogusławski)

#### В
1. Венцковские (Więckowski)/Венчковские (Więczkowski)
2. Вечвинские (Wieczwiński)
3. Вислоцкие (Wisłocki)
4. Водзицкие (Wodzicki)
5. Воловские (Wołowski)
6. Вспинек (Wspinek)

#### Г
1. Глейхе (Gleiche)
2. Глиновецкие (Glinowiecki)
3. Глиноецкие (Glinojecki)
4. Глуховские (Głuchowski)
5. Гонсовские (Gąsowski)
6. Гржибовские (Grzybowski)
7. Гроховальские (Grochowalski)

#### Д
1. Данецкие (Daniecki)
2. Дембовские (Dębowski)
3. Довейко (Dowejko)

#### Е
1. Ежевские (Jeżewski)
2. Езерские (Jezierski, Jezierski na Gołąbkach)

#### З
1. Заборовские (Zaborowski)
2. Забродские(Zaborodzki, Zabrodski)
3. Згленицкие (Зглиницкие) (Zglenicki, Zglinicki)

#### К
1. Карниские (Karniski)
2. Кобылинские (Kobyliński)
3. Косинские (Kosiński)
4. Костецкие (Kostecki)
5. Красносельские(Krasnoselski)

#### Л
1. Лазневские (Łaźniewski)
2. Лисицкие (Lisicki)
3. Любятовские (Lubiatowski)

#### М
1. Маковские (Makowski)
2. Малаховские (Małachowski)
3. Мисевские (Misiewski)
4. Митарновские (Mitarnowski)
5. Мишкель (Miszkiel)
6. Мыслецкие (Myslecki)

#### Н
1. Накваские (Nakwaski)
2. Неверские (Niewierski)
3. Недзинские (Niedziński)
4. Новомейские (Nowomiejski)

#### О
1. Обремпские (Obrępski)
2. Ольшевские (Olszewski)
3. Ольшовские (Ольшовские з Ольшовы) (Olszowski, Olszowski z Olszowy)
4. Оссовинские (Ossowinski)

#### П
1. Прейс (Прус) (Preuss, von Prews, Prusse, Prewsze)
2. Пречковские (Preczkowski)
3. Пржехадские (Przechadzki)
4. Пруские (Pruski)

#### Р
1. Радоминские (Radomiński)
2. Рогуславские (Rogusławski)
3. Росоловские (Rosolowski)
4. Рудовские (Rudowski)
5. Рудковские (Rudkovskiy)

#### С
1. Свентоховские (Swiętochowski)
2. Стржемечные (Strzemieczny)
3. Стыпинские (Stypiński)

#### Т
1. Тобачинские (Tobaczyński)

#### Ф
1. Фащевские (Faszczewski)
2. Фащи (Faszcz, Faszcza)

#### Х
1. Хоментовские (Chomętowski)

#### Ц
1. Цыганские (Cygański)

#### Щ
1. Щутовские (Szczutowski)

## Прус II изм.

### Используют
1. Езерские (Jezierski).

## Прус III

Герб Прус III

Prus tertio, Prus Nagody сложенные вместе раскрытым книзу полукругом коса и пол-подковы, так что коса занимает правую, а подкова — левую половину фигуры. На точке их соединения виден полуторный крест. В нашлемнике нога в латах и со шпорой, согнутая в колене. Поле в данном гербе или все красное, или же коса и крест в красном поле, а половина подковы в голубом.

### Используют

#### А
1. Августовские (Augustowski)
2. Андржеевские (Andrzejewski)

#### Б
1. Бацевичи (Bacewicz)
2. Белдыцкие (Bełdycki)
3. Бернацкие (Biernacki)
4. Бланк (Blank)
5. Бобровские (Bobrowski)
6. Богданские (Bogdański)
7. Брошковские (Broszkowski)
8. Бышинские (Byszyński, Byszyński dit Jakeli)

#### В
1. Венцковские (Więckowski)/Венчковские (Więczkowski)
2. Ветвинские (Wietwinski)
3. Вечфинские (Вечвинские) (Wieczffinski, Wieczwinski)
4. Вихульские (Wichulski)
5. Вотовские (Wotowski)
6. Вротновские (Wrotnowski)

#### Г
1. Глазноцкие (Głaznocki)
2. Глуховские (Głuchowski)
3. Госцишевские (Gosciszewski)
4. Гржибовские (Grzybowski)
5. Гроблевские (Groblewski)

#### Д
1. Давидовские (Dawidowski)
2. Данецкие (Daniecki)
3. Длужневские (Dłużniewski)
4. Добржинецкие (Dobrzyniecki)

#### Е
1. Езерские (Jezierski, Jezierski na Gołąbkach)

#### Ж
1. Жуковские (Żukowski)
2. Жуховские (Żuchowski)

#### З
1. Заленские (Zalęski)
2. Залеские Слубичи (Zaleski Słubicz)
3. Згленицкие (Зглиницкие, Zglenicki, Zglinicki)
4. Зеленские (Zieleński)
5. Зелинские (Zieliński)
6. Зухорские (Zuchorski)

#### К
1. Карминские (Karmiński)
2. Карнинские (Karniński)
3. Карниские (Karniski)
4. Кобылинские (Kobyliński)
5. Ковалевские (Kowalewski)
6. Коревицкие (Korewicki)
7. Краковенские (Krakowieński, Krakowiński)
8. Кржеминские (Krzemiński)
9. Кублицкие (Kublicki)

#### Л
1. Ланкуна (Łankuna)
2. Ломжские (Łomżski)
3. Лосовские (Łosowski)
4. Ляссовские (Lassowski)

#### М
1. Мановские (Manowski)
2. Минские (Miński)
3. Митте (Mitte)
4. Мленцкие (Mlącki)
5. Млоцкие (Młocki)
6. Млынские (Młyński)
7. Мрозовицкие (Mrozowicki)
8. Мрозовские (Mrozowski)
9. Мрочек (Mroczek)
10. Мрочковские (Mroczkowski)

#### Н
1. Нагоды (Nagody)
2. Нагольские (Nagolski)
3. Наперковские (Napierkowski, Napiorkowski)
4. Невядомские (Niewiadomski)
5. Ногатские (Nogatski)

#### О
1. Огродзенские (Ogrodzieński, Ogrodziński)
2. Опацкие (Opacki)
3. Осовинские (Osowiński)

#### П
1. Петрулевичи (Petrulewicz)
2. Петтухи (Piottuch)
3. Писанка (Pisanka)
4. Плевинские (Plewiński)
5. Прейс (Прусы) (Preuss)
6. Прусецкие (Prusiecki)
7. Прушевские (Proszewski)
8. Прушковские (Pruszkowski)

#### Р
1. Радомские (Radomski)
2. Радульские (Radulski)
3. Ржечковские (Rzeczkowski)
4. Росохацкие (Rosochacki)
5. Рудзинские (Rudzinski)
6. Рывоцкие (Rywocki)

#### С
1. Сковронские (Skowronski)
2. Слуцкие (Slucki)
3. Стренковские (Strekowski)
4. Студзинские (Studziński)
5. Стуцкие (Stucki)

#### Т
1. Томицкие (Томиковские) (Tomicki, Tomikowski)
2. Тыминские (Tymiński)

#### У
1. Уценские (Uciąski)

#### Х
1. Хоментовские (Chomętowski)
2. Хржановские (Chrzanowski)

#### Ч
1. графы и дворяне Чарнецкие (Czarnecki)
2. Чаровенские (Czarowieński)
3. Чирские (Czyrski)

#### Я
1. князья и дворяне Яблоновские (von Jabłonowski)
2. Ярнутовские (Jarnutowski)
3. Ярунтовские (Jaruntowski)

## Прус III изм.

### Используют
1. Вихульские (Wichulski)
2. Глязноцкие (Glaznocki)
3. Сервироги (Serwirog)
4. Цитовичи
5. Яблоновские (Jabłonowski)

## Прус III доп.

### Используют
1. Чарнецкие (Czarnecki)

## Прус

### Используют

#### А
1. Андржеевские (Andrzeiowski)

#### Б
1. Балицкие (Balicki)
2. Баворовские (Bavorowski)
3. Беднарские (Беднавские) (Bednarski, Bednawski)
4. Бестржиковские (Biestrzykowski)
5. Бржежанские (Brzezanski)
6. Бржезинские (Brzezinski, Brzozinski)

#### В
1. Вечвинские (Wieczwiński)
2. Вилькошовские (Wilkoszowski)
3. Выслобоцкие (Wysłobocki)

#### Г
1. Гавлоницкие (Gawłonicki)
2. Гласноцкие (Glasnoski)
3. Гневинские (Gniewiński)
4. Горные (Gorny)
5. Грот (Grot)
6. Гурковские (Hurkowski)
7. Гуссаржевские (Hussarzewski)

#### Д
1. Димитроские (Dymitroski)
2. Доминиковские (Dominikowski)
3. Дорошко

#### Е
1. Езерские (Jezierski)

#### Ж
1. Жабка (Żabka)
2. Жоховские (Żochowski)[2]

#### З
1. Залеские (Zaleski)
2. Здродовские (Zdrodowski)
3. Згленицкие (Zglenicki)
4. Зелинские (Zielinski)

#### И
1. Исайковские (Isaykowski)

#### К
1. Кадлубек (Kadłubek)
2. Кармановские (Karmanowski)
3. Карминские (Karmiński)
4. Климунтовские (Klimuntowski)
5. Кодзелл (Kodziełł)
6. Конаржевские (Konarzewski)
7. Коровицкие (Korowicki)
8. Корцицкие (Korcicki)
9. Крживобольские (Krzywobolski)
10. Кржижаноские (Krzyżanoski)
11. Кржисталовичи (Krzystałowicz, v. Turbia)

#### Л
1. Латинские (Łatyński)
2. Любятовские (Lubiatowski)

#### М
1. Миколаевские (Mikołajewski)
2. Милковские (Miłkowski)
3. Митарноские (Mitarnoski)
4. Монастырские (Monastyrski)
5. Мрозинские (Mroziński)
6. Мысловские (Mysłowski)

#### Н
1. Наперковские (Napiorkowski)
2. Недзельские (Niedzielski)
3. Ноневичи (Noniewicz)

#### О
1. Опаленецкие (Opaleniecki)

#### П
1. Патоцкие (Patocki)
2. Пельгржимовские (Pielgrzymowski)
3. Пищанские (Piszczański)
4. Плонские (Płoński)
5. Покутынские (Pokutyński)
6. Потоцкие (Potocki)
7. Пухальские (Puchalski)

#### Р
1. Ржешек (Rzeszek)
2. Рокотовские (Rokotowski)
3. Ропейко
4. Росоловские (Rosołowski)
5. Росохацкие (Rosochacki, Rosohacki)
6. Рудавские (Rudawski)
7. Рудзинские (Rudziński)

#### С
1. Соборы (Sobor)
2. Соха (Socha)
3. Сохачевские (Sochaczewski)
4. Стемпковские (Stępkowski)
5. Стровские (Strowski)
6. Студзинские (Studzinski)
7. Стуцкие (Stucki)

#### Т
1. Табашевские (Tabaszewski)
2. Трембицкие (Trembicki, Trębicki)

#### У
1. Урбановские (Urbanowski)

#### Ф
Фасцишевские (Fasciszewski)
1. Фащевские (Faszczewski)

#### Х
1. Хладковские (Chladkowski)
2. Хладовицкие (Hladowicki)
3. Хладовские (Chladowski)

#### Ц
1. Цешановские (Cieszanowski)
2. Циановские (Cianowski)

#### Ш
1. Шуманчевские (Szumanczewski)
2. Шиманчевские (Шиманчовские) (Szymanczewski, Szymanczowski)

#### Щ
1. Щепановские (Sczepanowski)

## Прус изм.

### Используют
1. Боревичи (Borewicz)

## Прус и Сас (Prus i Sas)

### Используют
1. графы и дворяне Гусаржевские (Husarzewski, Huszarzewski)